# Battaglia di Dogali
La battaglia di Dògali fu combattuta il 26 gennaio 1887 a Dogali in Eritrea tra le truppe del Regno d'Italia e le forze dell'Impero etiope durante la prima fase di espansione italiana nell'area.

## La premessa alla battaglia
Con l’annessione della baia di Assab nel 1882 (già precedentemente acquistata in proprio nel 1869 dalla Società di navigazione Rubattino, ma con il denaro e la tutela del governo italiano), l'Italia inizió a penetrare nell'area del Corno d'Africa. Nel febbraio del 1885 un piccolo corpo di spedizione italiano occupó il porto eritreo di Massaua, allontanandone senza alcuno scontro la locale guarnigione egiziana che all'epoca lo controllava. L'azione era stata possibile anche grazie al beneplacito del primo ministro britannico William Ewart Gladstone che incoraggiava la creazione di una colonia italiana in Eritrea. Nei mesi successivi l'Italia occupò tutta la fascia costiera tra Massaua e Assab e conquistò il villaggio di Saati puntando poi all'occupazione dell'altopiano occidentale eritreo. L'imperatore etiope (Negus Neghesti, cioè Re dei Re) Giovanni IV d'Etiopia non aveva reagito all'occupazione di Massaua, ma avanzó vibranti proteste quando gli italiani occuparono Saati, poiché questo villaggio era situato in un'area nominalmente sotto sovranità egiziana ma lasciata da tempo al controllo etiope.
La mattina del 25 gennaio 1887 una forza di circa 25000 abissini guidati da Ras Alula Engida, fedelissimo del Negus, assalì il forte italiano di Saati dove, al comando del maggiore Giovanni Battista Boretti (altrove: Boretto), non vi erano che 700 uomini (di cui 300 àscari) e 2 cannoni. Il presidio si difese eroicamente e, dopo circa quattro ore di lotta, riuscì a respingere il nemico infliggendogli forti perdite. Boretti si rese però conto che non avrebbe potuto resistere ad un altro attacco visto che al forte scarseggiavano viveri e munizioni. Così chiese rifornimenti al forte di Moncullo.

## La battaglia
La mattina del 26 gennaio 1887 partirono i rifornimenti di generi alimentari, munizioni e venne inviata anche una colonna di rinforzo, formata da 548 soldati, comandata dal tenente colonnello Tommaso De Cristoforis. La colonna era composta di una compagnia del 15º fanteria (2° batt. fant. Africa), di una compagnia del 16º Fanteria (3° batt. fant. Africa), di una compagnia del 41º Fanteria (1° batt. fant. Africa), dei drappelli del 6º e 7º Fanteria giunti da pochi giorni dall'Italia, e di una sezione mitragliere, comandata dal capitano d'artiglieria Carlo Michelini di San Martino. La colonna fu però avvistata da alcuni guerrieri etiopici vicino alla località di Dogali. Ras Alula, generale abissino e signore di Asmara, invece di riprendere l'attacco del forte di Saati decise di assaltare la colonna in movimento. Nella stessa mattina la colonna fu attaccata da circa 7000 abissini. Gli italiani ripiegarono su una collinetta che si affacciava sulla valle e resistettero fin quando non terminarono le munizioni e a quel punto si arrangiarono come meglio poterono. Dopo quattro ore di combattimenti la colonna fu completamente travolta con lo stesso De Cristoforis che perì sotto le lance abissine. Tra i testimoni oculari della battaglia vi fu il dottor Salimbeni che, fatto prigioniero dagli etiopi, fu poi costretto a curare i feriti abissini senza potersi occupare di quelli italiani.
Successivamente fu mandata una nuova colonna in aiuto a De Cristoforis che tuttavia arrivò a battaglia conclusa, trovando solo qualche ferito superstite. Da parte italiana vi furono 430 morti di cui 23 ufficiali, mentre gli etiopi ebbero poco più di un migliaio di morti.
L'ultimo superstite italiano della battaglia, Luigi Zoli, morì nel gennaio 1956 a Forlì.

### Ordine di battaglia italiano
- Colonna De Cristoforis (Ten. Col. Tommaso De Cristoforis):
  - 9ª Compagnia/41º Reggimento fanteria "Modena"
  - 11ª Compagnia/15º Reggimento fanteria "Savona"
  - 20ª Compagnia/41º Reggimento fanteria "Modena"
  - una compagnia di formazione
    - un plotone/6º Reggimento fanteria "Aosta"
    - un plotone/7º Reggimento fanteria "Cuneo"
    - un plotone/48º Reggimento fanteria "Ferrara"

  - un'orda di basci-buzuk
  - una sezione/17º Reggimento artiglieria da fortezza

## Conseguenze
La mossa di Ras Alula provocò una frattura nelle relazioni tra re Giovanni IV d'Etiopia e l'Italia: le competenze per la colonizzazione dell'Eritrea passarono dal ministero degli Esteri a quello della Guerra, inoltre il governo italiano rafforzò il proprio appoggio a Menelik per minare l'autorità di re Giovanni IV e di Ras Alula. Poco dopo la battaglia venne innalzato un monumento a Dogali attorno al quale vennero seppelliti in grandi fosse comuni i resti dei caduti. Ancora oggi il monumento sovrasta il luogo della battaglia.
In Etiopia, specie durante il regime del Derg, fu data grande importanza all'evento, visto come una vittoria contro l'invasore straniero. A Dogali fu costruito un monumento in onore di Ras Alula, smantellato poi con la conquista dell'area da parte del fronte di liberazione eritreo. In Italia, nonostante la sconfitta, ai caduti ed ai superstiti vennero tributati grandi onori: al tenente colonnello De Cristoforis fu assegnata la medaglia d'oro al valor militare mentre a tutti gli altri caduti quella d'argento. In diverse città e località italiane furono intitolate strade, piazze e lapidi ai caduti di Dogali: a Roma il piazzale antistante la stazione Termini venne ribattezzato dei Cinquecento in onore dei circa 500 caduti italiani e, al centro di esso, venne innalzato un obelisco commemorativo dello scontro.

## Galleria d'immagini

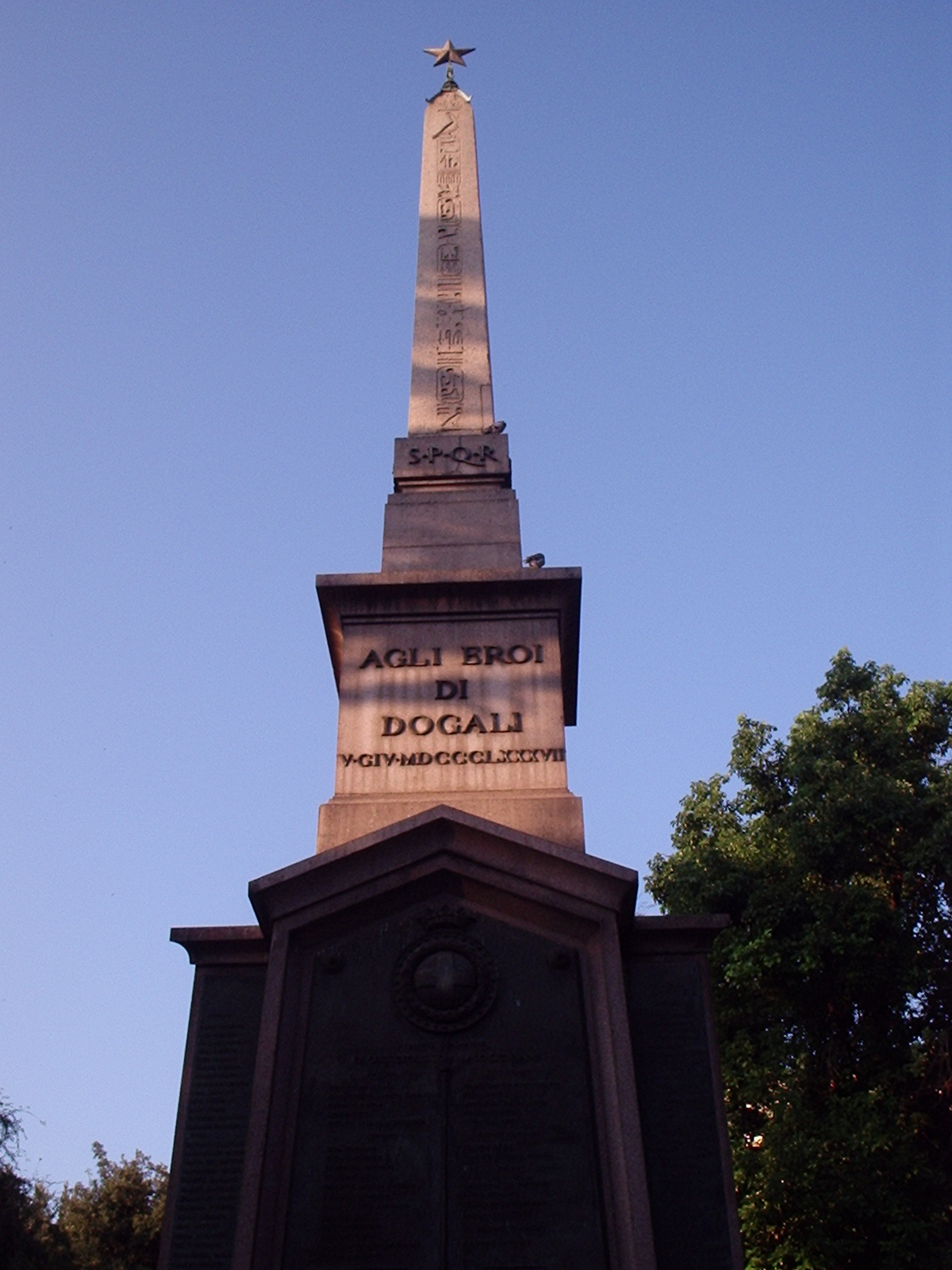
Monumento tra via L. Einaudi e via delle Terme di Diocleziano
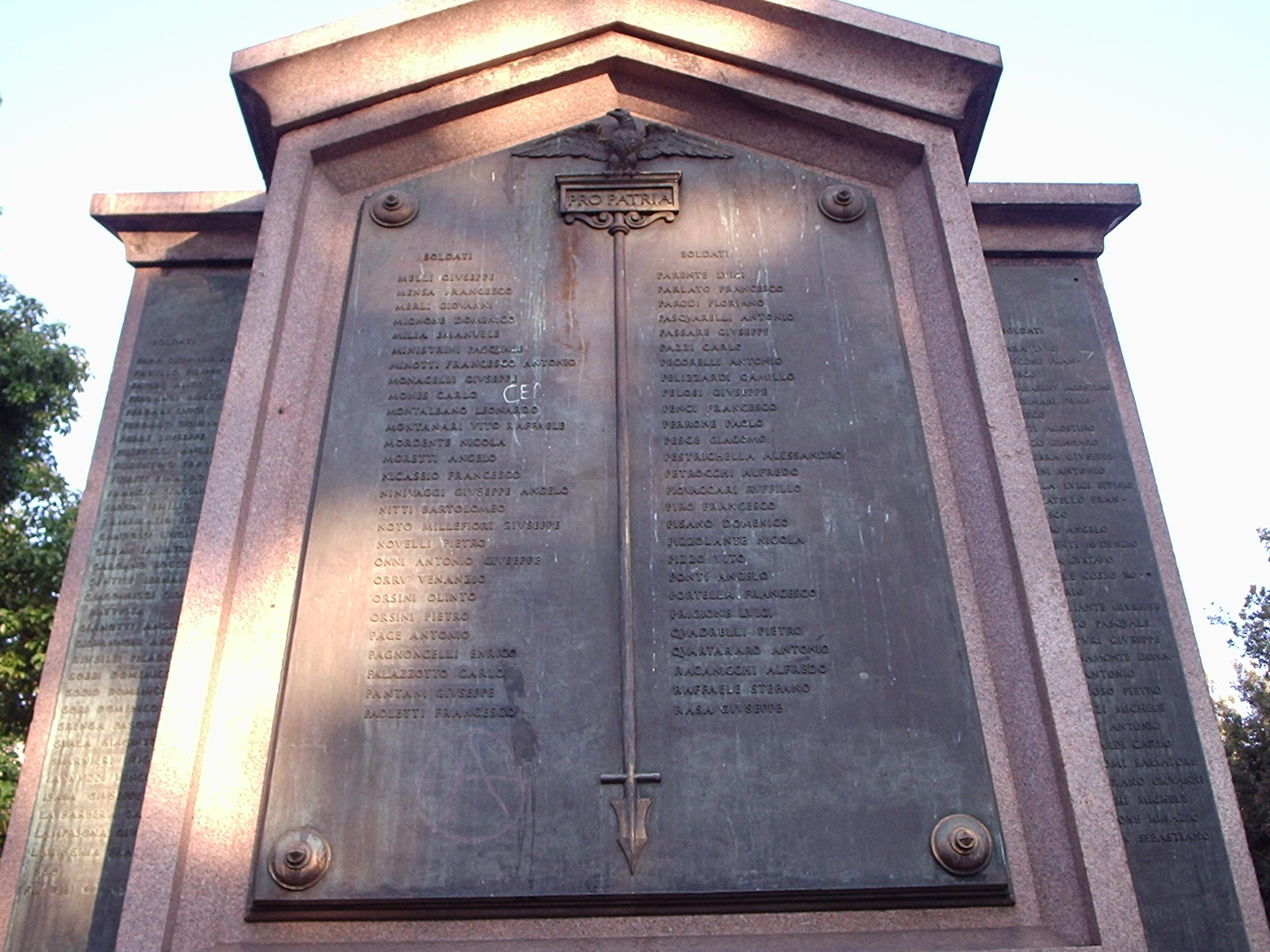
lato sud
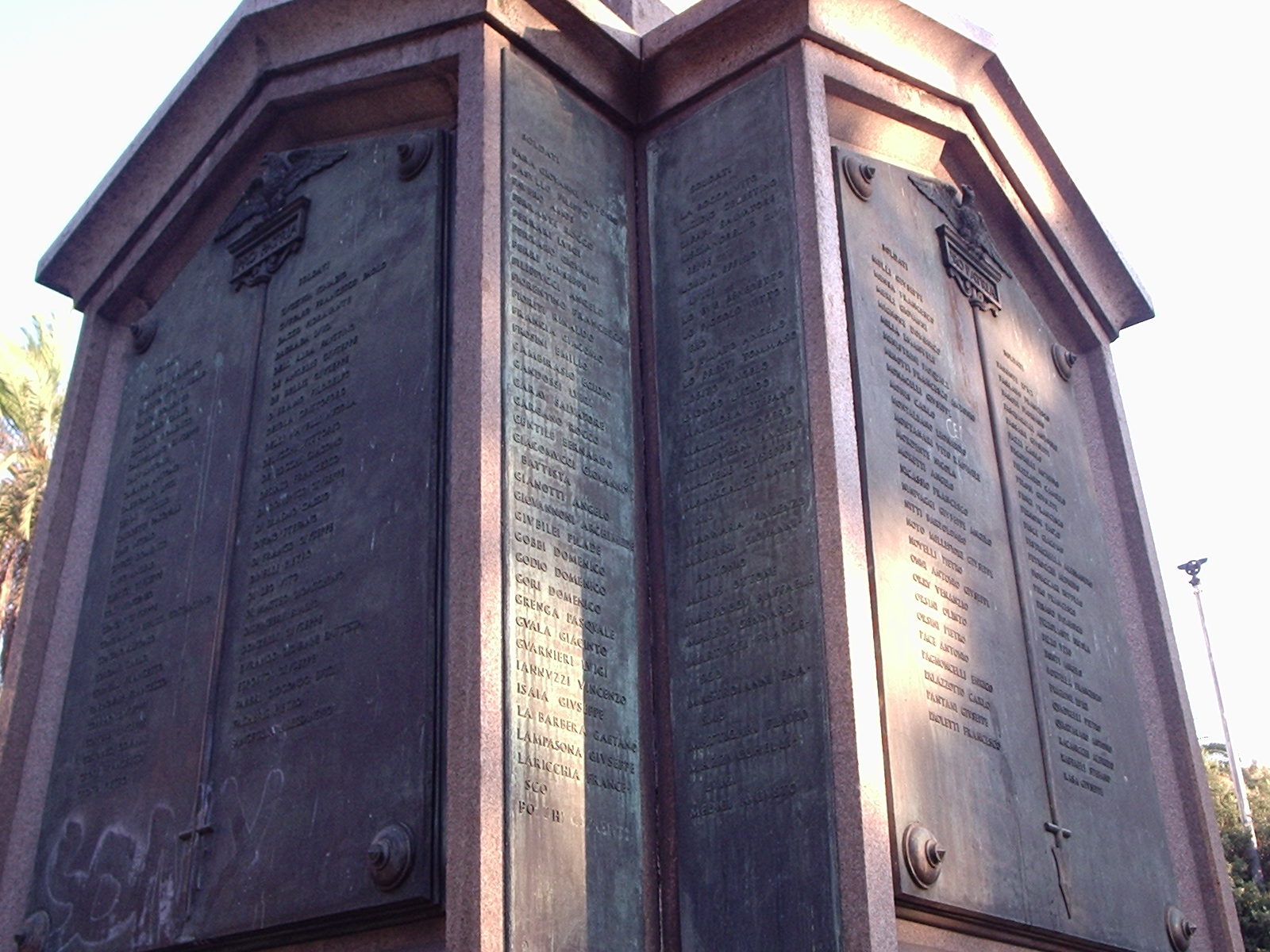
lato sud-ovest
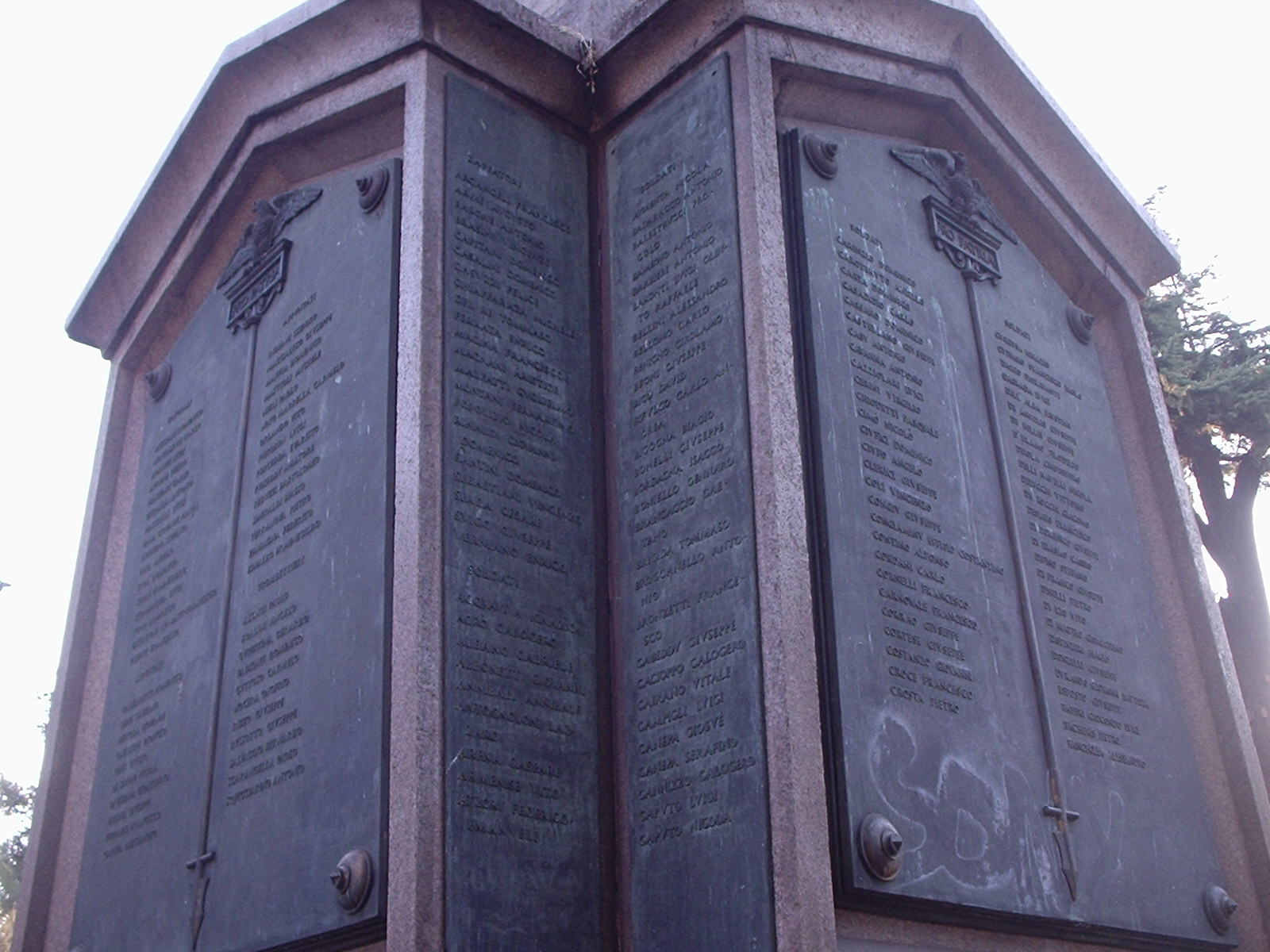
lato nord-ovest
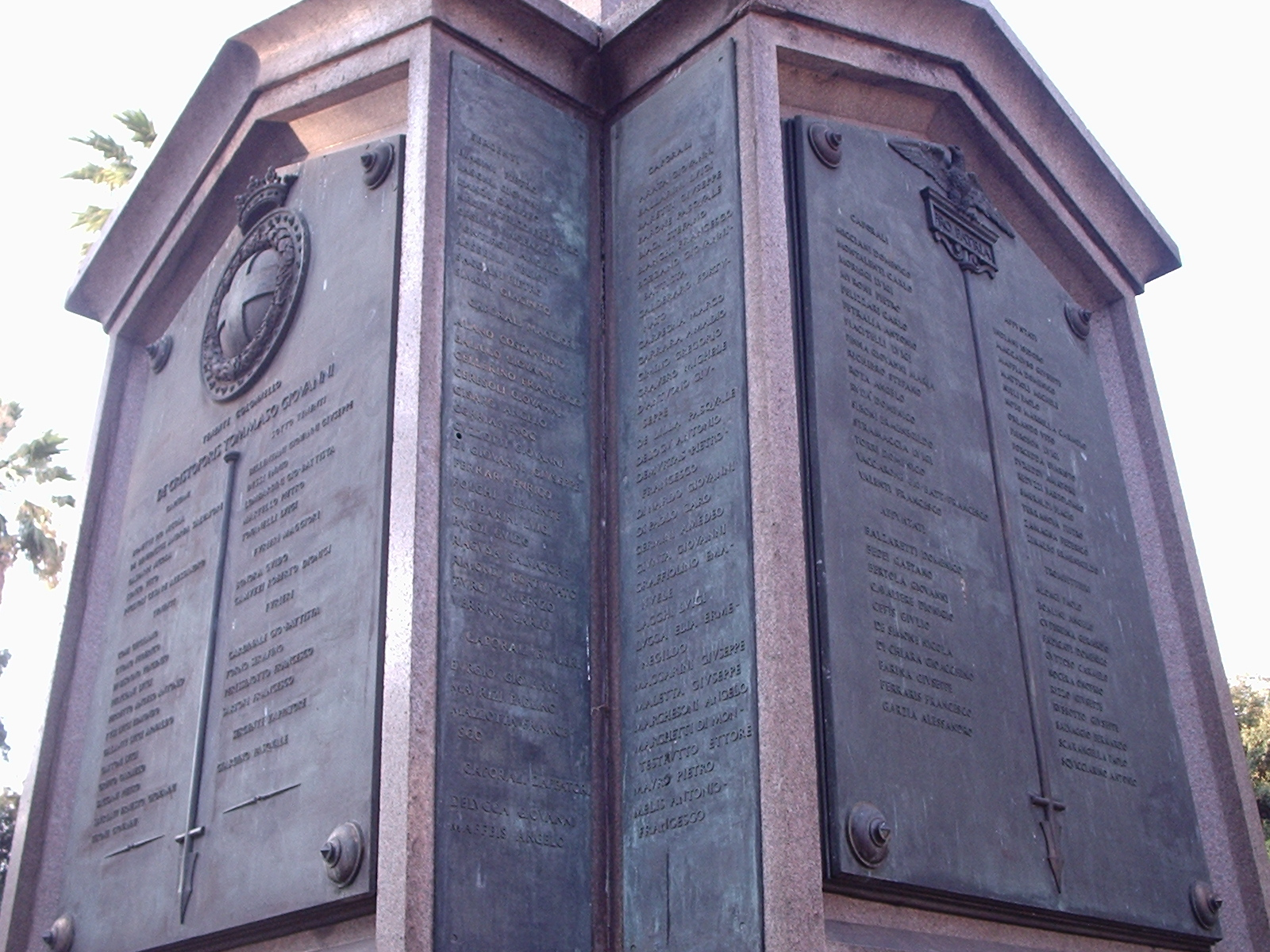
lato nord-est
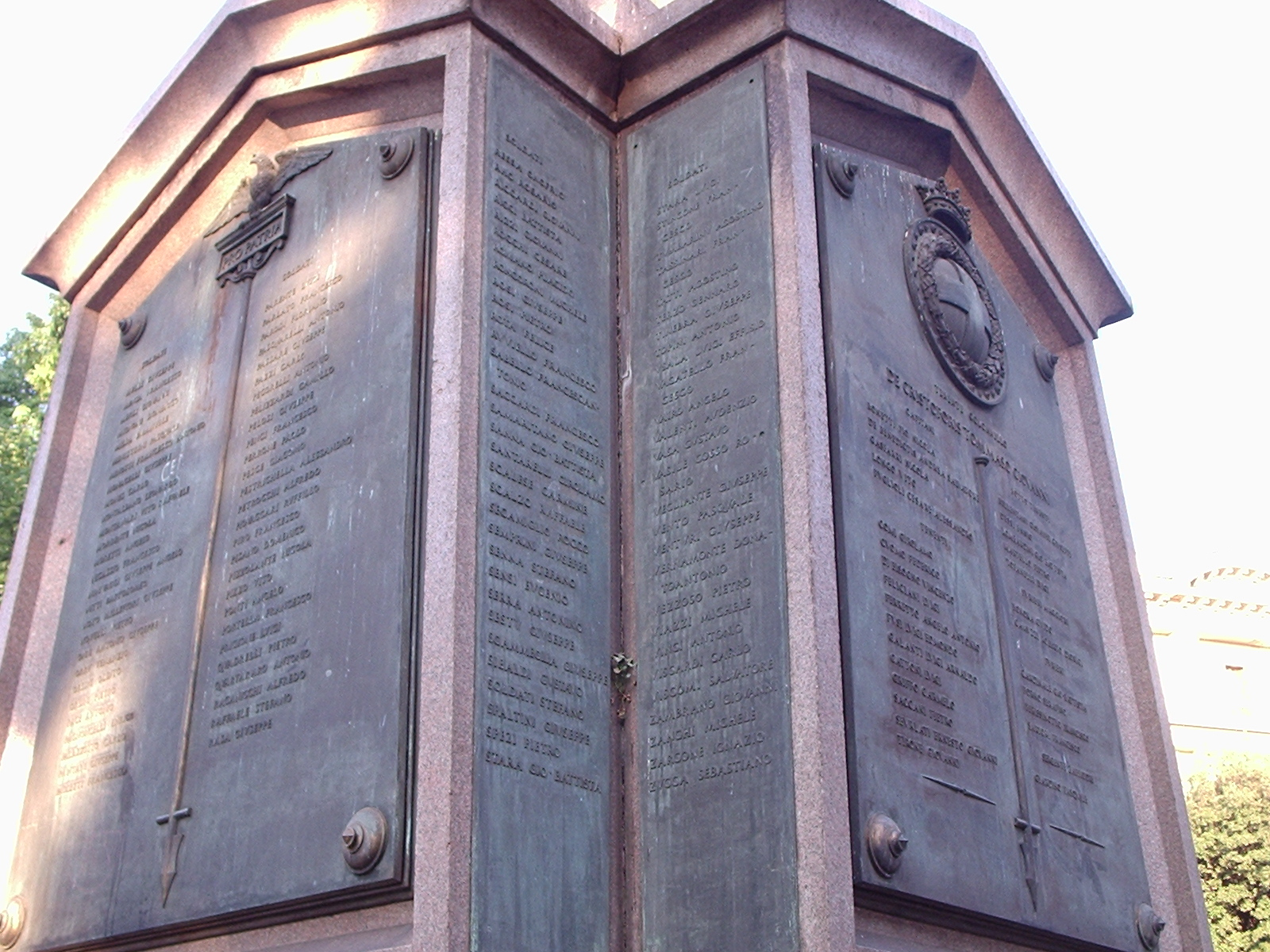
lato sud-est